# Wang Liping
Liping Wang, född den 8 juli 1976 i Liaoning, är en kinesisk före detta friidrottare som tävlade i gång. 
Wang deltog vid Olympiska sommarspelen 2000 i Sydney där hon blev olympisk mästarinna på 20 km gång med tiden 1:29.05. Hon deltog även vid Olympiska sommarspelen 2004 i Aten och slutade där åtta, denna gång med tiden 1:30.16.